# Batis terrestre
La batis terrestre (Lanioturdus torquatus) és un ocell de la família dels platistèirids (Platysteiridae) i única espècie del gènere Lanioturdus Waterhouse, 1838.

## Hàbitat i distribució
Habita boscos oberts amb acàcias o mopane i matolls espinosos de l'oest i sud-oest d'Angola i nord-oest i centre de Namíbia.